# Койл, Фэй
Фей Койл (англ. Fay Coyle; 1 апреля 1933, Дерри — 30 марта 2007, Дерри) — североирландский футболист, играл на позиции нападающего.
Выступал, в частности, за клубы «Дерри Сити», а также национальную сборную Северной Ирландии.

## Клубная карьера
Во взрослом футболе дебютировал в 1951 году выступлениями за команду клуба «Дерри Сити», в которой провел два сезона, приняв участие лишь в 10 матчах чемпионата, однако сумев отметиться 9 забитыми голами.
Своей игрой за эту команду привлек внимание представителей тренерского штаба клуба «Колрейн», к составу которого присоединился в 1953 году. Отыграл заклуб следующие пять сезонов своей игровой карьеры. В новом клубе был среди лучших голеодоров, отличаясь забитым голом в среднем минимум в 2/3 матчей чемпионата.
В течение 1958 года провел три игры за команду «Ноттингем Форест», однако в Англии не задержался.
В 1958 году вернулся в клуб «Колрейн». На этот раз провел в его составе еще пять сезонов. Снова продолжал регулярно забивать, в среднем 0,64 раза за каждый матч чемпионата.
В 1963 году вернулся в родной «Дерри Сити», за который отыграл еще 4 сезона. И в этой команде продолжал регулярно забивать, в среднем 0,77 раза за каждый матч чемпионата. Завершил профессиональную карьеру футболиста выступлениями за команду «Дерри Сити» в 1967 году.
Умер 30 марта 2007 года на 74-м году жизни в городе Дерри.

## Выступления за сборную
В 1955 году дебютировал в официальных матчах в составе национальной сборной Северной Ирландии. В течение карьеры в национальной команде, которая длилась 4 года, провел в форме главной команды страны лишь 4 матча.
В составе сборной был участником чемпионата мира 1958 года в Швеции, на котором принял участие в одном матче, проигранной со счетом 1:3 игре против сборной Аргентины, которая и стала для него последней в составе сборной.

## Достижения
- Обладатель Кубка Северной Ирландии по футболу:

«Дерри Сити»: 1964
- Чемпион Северной Ирландии:

«Дерри Сити»: 1964/65